# Шпаниель, Отакар

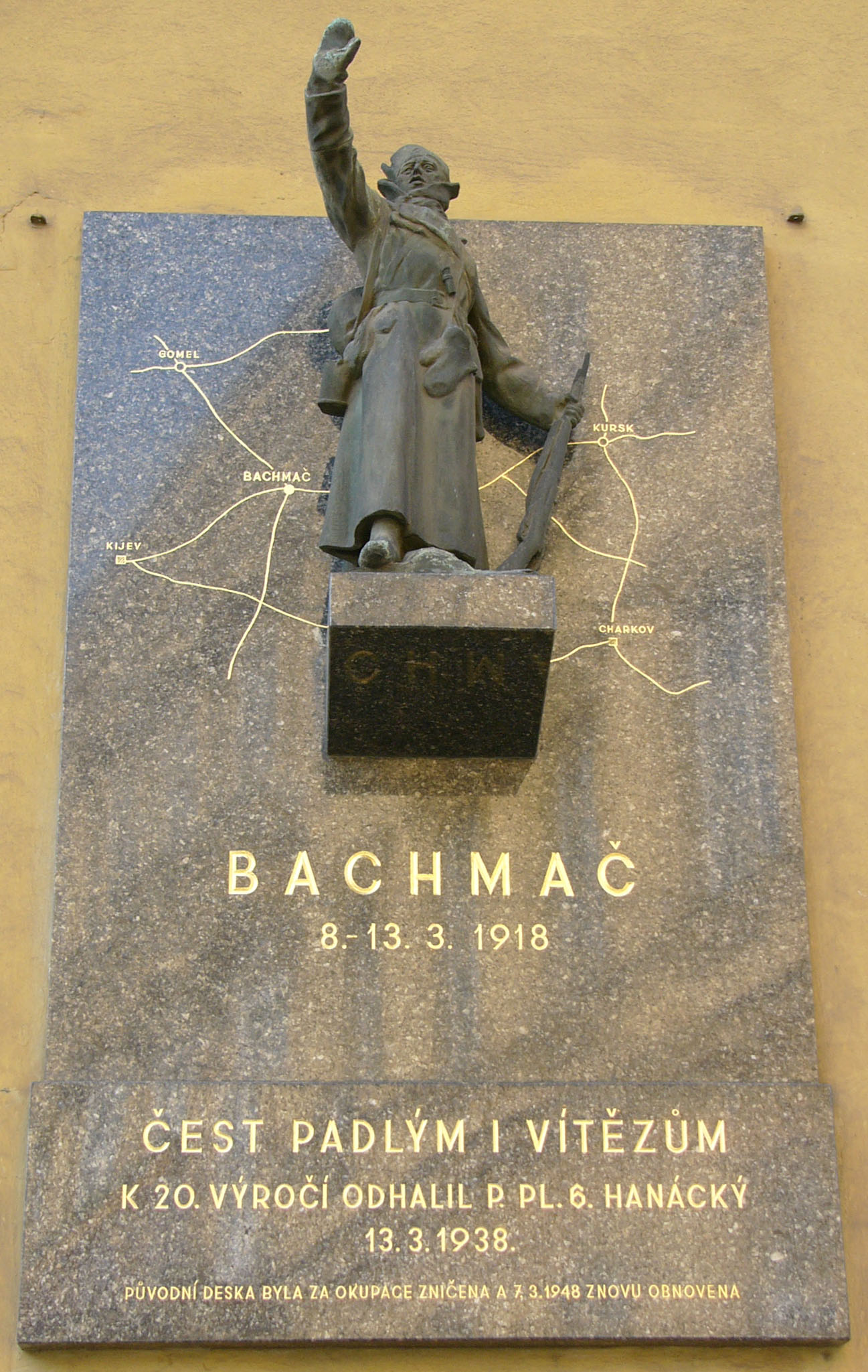
Памятник воинам Чехословацких легионов, павших в сражении под Бахмачем на Украине в 1918 году

Отакар Шпаниель[уточнить] (чеш. Otakar Španiel; 13 июня 1881[…], Яромерж[…] — 15 февраля 1955[…], Прага[…]) — чешский скульптор и резчик по дереву.

## Жизнь и творчество
Художественное образование получил в профессиональной школе резьбы в Яблонце над Нисой. В 1901 году завершает обучение у профессора Йозефа Таутенхайна по классу медалей в венской Академии искусств. С 1902 по 1904 год О. Шпаниель продолжает обучение под руководством Й. В. Мысльбека в Академии изящных искусств в Праге. Закончил своё образование в Париже, у Александра Шарпантье. Во время обучения во Франции скульптор познакомился и подружился с Антуаном Бурделем. Пребывание в Париже наложило свой отпечаток на всё последующее творчество мастера. В 1917 году он становится профессором пражской Высшей школы прикладного искусства, а с 1919 года — профессором пражской Академии изящных искусств.
Во время Второй мировой войны О. Шпаниель был отправлен немцами в концентрационный лагерь. Братом скульптора был чехословацкий генерал Олдржих Шпаниель, эмигрировавший из Чехословакии после захвата её Германией в 1938 году и в 1944—1946 годах возглавлявший военную канцелярию президента Чехословакии Эдуарда Бенеша.
Произведения О.Шпаниеля созданы в стиле модерн и указывают следы влияния на скульптора его учителя Й. Мысльбека. В начальный свой творческий период Шпаниель создаёт работы в классическом стиле, в основном женское ню и скульптуры спортивной тематики. После возвращения из Парижа в его произведених ощущается влияние Бурделя. После Первой мировой войны работает в стиле неоклассицизма, став одним из ведущих представителей этого течения в Чехословакии.
О.Шпаниель занимался также созданием монет для чехословацкого казначейства, медалей, плакатов и рельефов. Он является автором монет достоинством в 10-, 20-, 50 геллеров и 1 крону выпуска 1921 года, памятных монет в честь годовщины Карлова университета и памяти Святого Вацлава.
Автор бюстов известных чешских деятелей науки и культуры: Я. Э. Пуркине, Я. Вхрлицкому, М. Швабинскому, Й. Манесу, А. Йирасеку, М. Алешу, Й. Суку и другим. Широко известен памятник Томашу Масарику работы О. Шпаниеля.

## Признание
В 1927 году О. Шпаниель становится членом Чешской академии наук. После Второй мировой войны ему присваивается Государственная премия Чехословакии и звание «Заслуженный артист Чехословакии». Лауреат национальных и международных выставок. В его честь в Праге были названы школа и одна из городских улиц.